# Luigi Selvatico
Luigi Selvatico (Venezia, 5 settembre 1873 – Roncade, 17 luglio 1938) è stato un pittore italiano.

## Biografia

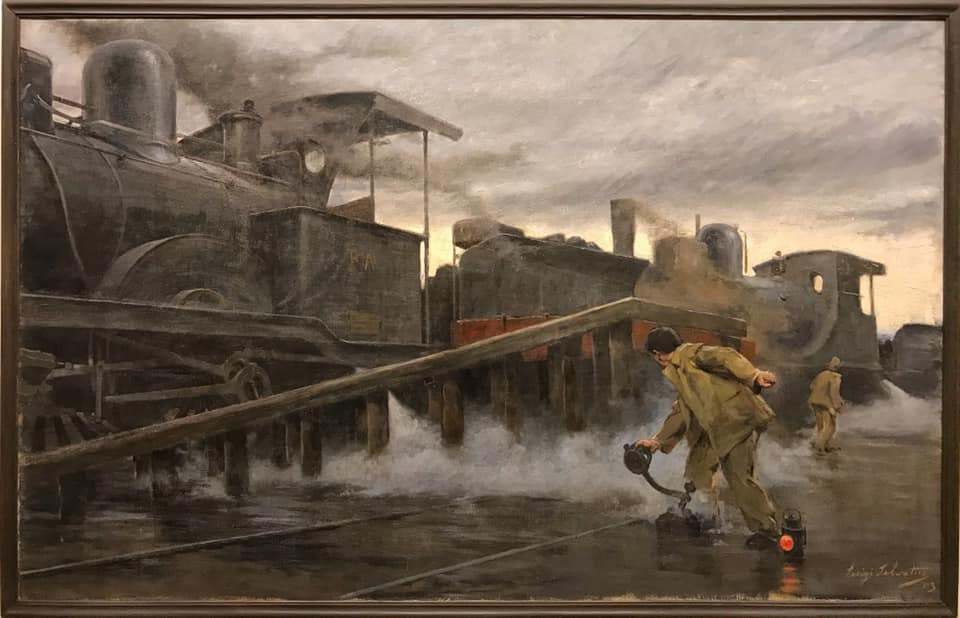
Macchine sotto pressione, Venezia

Fratello minore di Lino, studiò con Cesare Laurenti ed espose per la prima volta alla promotrice torinese nel 1896. Un certo successo di critica è ottenuto alla Biennale di Venezia del 1899 con la Partenza mattutina, acquistato dalla Galleria nazionale d'arte moderna e contemporanea di Roma. La sua pittura interpreta il "generismo favrettiano", sottolineando con acume e naturalezza effetti di luce, particolari e scorci caratteristici di Venezia come ad esempio in Un rio a Venezia del 1912 o Macchine sotto pressione, ora alla Galleria internazionale d'arte moderna di Venezia.